# Waigatsch-Expedition der OGPU
Die Waigatsch-Expedition der OGPU (russisch Вайгачская экспедиция ОГПУ) später auch Waigatschlag (russisch Вайгачлаг) fand vom 13. Juli 1930 bis 1936 statt. Sie hatte das Ziel, die auf der 3383 km² großen arktischen Insel Waigatsch befindlichen Rohstoffvorkommen durch von der Hauptverwaltung der Besserungsarbeitslager (GULag) betriebene Bergwerke für die Sowjetunion zu erschließen. Die Waigatsch-Expedition entstand wie der Bau des Weißmeer-Ostsee-Kanals als Projekt der OGPU, das die maximale Ausnutzung der Arbeitskraft von GULag-Häftlingen zum Ziel hatte. Das Einzellager Waigatschlag war eines der am nördlichsten gelegenen Strafarbeitslager des GULag.

## Vorgeschichte

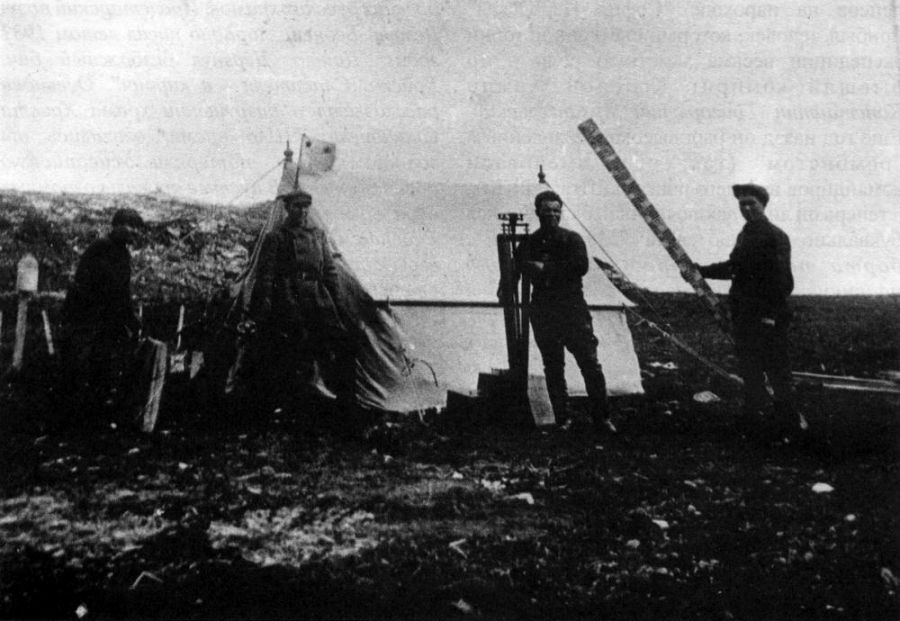
Die ersten Zelte der Waigatsch-Expedition (Ende Juli, Anfang August 1930)

Im Zuge der Juni 1929 beginnenden Erweiterung der Lager zur besonderen Verwendung (SLON, ab Juni 1930 ULag, August 1930 GULag) schlug der stellvertretende Vorsitzende der OGPU Genrich Jagoda am 12. April 1930 neben der Ersetzung von Zwangsarbeitslagern durch Zwangsumsiedlungskolonien (→Tragödie von Nasino) die Kolonisierung des Nordens der Sowjetunion zur Ausbeutung bisher ungenutzter Rohstoffvorkommen vor. Die Insel Waigatsch bot sich für ein derartiges Unternehmen an, da bereits im Jahr 1921 durch eine geologische Expedition unter der Leitung von Nestor Alexejewitsch Kulik (1886–1942) im südwestlichen Teil der Insel ein Vorkommen polymetallischer Erze entdeckt worden war. Im Jahr 1925 wurde die Bucht Warnek von der Nowaja-Semlja-Expedition der Akademie der Wissenschaften der UdSSR angelaufen und dort Erzproben gewonnen. Die Untersuchung der Erze ergab einen hohen Gehalt an Blei und Zink. Weiterhin wurden Spuren von Gold gefunden. Da die OGPU-Führung auf die Entdeckung von Edelmetalllagerstätten spekulierte, erhielt Fjodor Eichmans,  der Leiter der ULag,  am 1. Mai 1930 den Auftrag, eine hauptsächlich aus Häftlingen bestehende Expedition auszurüsten, mit der Förderung der bereits entdeckten Erzvorkommen zu beginnen und die gesamte Insel geologisch zu erkunden.

## Beginn der Expedition
Anfang Juli 1930 lief ein aus vier Schiffen bestehender Konvoi von Archangelsk in Richtung Waigatsch aus. Er bestand aus den Eisbrechern Sedow und Malygin sowie den zur ULag gehörenden Frachtern Mjatel und Gleb Boki. Am 17. Juli 1930 ankerte der Konvoi in der Bucht Warnek. Es waren die ersten Schiffe die die Insel Waigatsch im Jahr 1930 anliefen. Die Ladung des Eisbrechers Sedow bestand hauptsächlich aus nummeriertem und zurechtgeschnittenem Holz, das für den Bau eines Stützpunktes benötigt wurde. Daneben beinhaltete die Ladung der Sedow notwendige Gegenstände und Vorräte für eine Überwinterung auf der Insel. Die Frachtschiffe Mjatel und Gleb Boki transportierten insgesamt 125 GULag-Häftlinge, deren Aufgabe die Errichtung des Stützpunktes Warnek, sowie der Aufbau eines ersten Bergwerks in der Nähe der Bucht waren. Die Häftlinge, die an der Expedition teilnahmen, waren vorher im Sonderlager auf den Solowezki-Inseln anhand ihrer beruflichen Fähigkeiten ausgesucht worden. Auf der Malygin befand sich eine Gruppe von Geologen die für die zielgerichtete Anlage der Schurfe zuständig waren. Weiterhin befanden sich Loren und anderes Bergbaumaterial auf dem Schiff, das über den Industriellen Armand Hammer aus den USA beschafft worden war.

## Erste Überwinterung

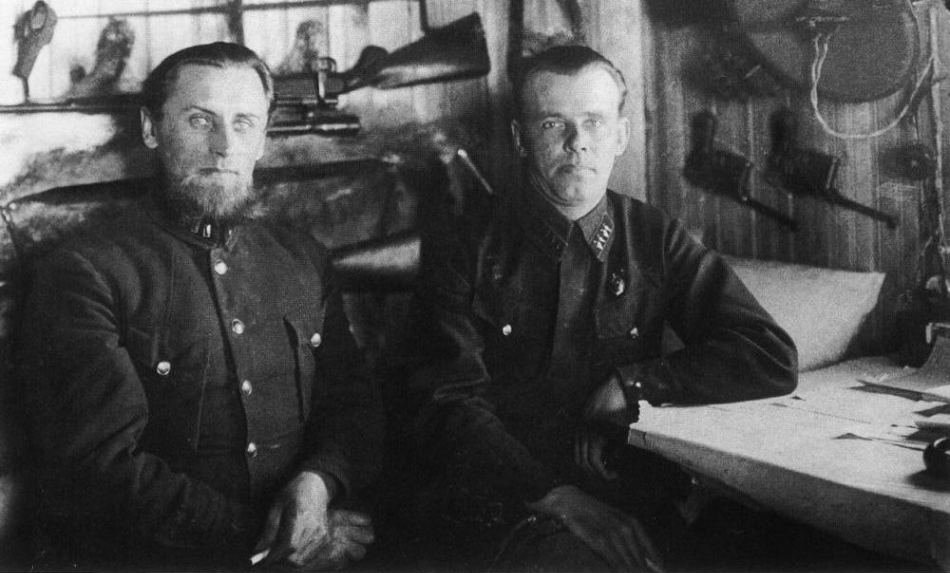
Eduard Skaja und Fjodor Eichmans waren die ersten Kommandeure der Waigatsch-Expedition (1930er Jahre)

Insgesamt sollten 132 Personen den ersten Winter auf der Insel Waigatsch überstehen. Die Häftlinge arbeiteten zehn bis zwölf Stunden pro Tag, um die dringend benötigten Wohngebäude fertigzustellen. Im November bestand Warnek aus fünf Gebäuden – einem Haus für den Funksender, einer Kantine, einem Sanitätsstützpunkt, einer Baracke für die Gefangenen, sowie dem Haus für den Leiter der Expedition und seine Assistenten. Im August 1930 wurde ein Flugboot vom Typ Dornier Wal in Warnek stationiert. Im September 1930 wurden die Gruben Nummer 1 und Nummer 2 auf der Halbinsel Kap Rasdelny gegenüber dem Stützpunkt Warnek angelegt. Oberirdisch entstand eine Sortieranlage für das geförderte Erz. Innerhalb von zwei Monaten wurden in diesen Minen 120 Tonnen Erz gefördert, das mindestens zwanzig Prozent Blei und Zink enthielt. Die meistens manuell durchgeführte Arbeit in den Minen war durch den dabei entstehenden Bleistaub stark gesundheitsgefährdend. (→Pneumokoniose) Bei der Anlage weiterer Gruben starb am 7. April 1931 der Bergmann Atlanow bei einem Sprengunfall.
Generell machte die Expedition bis zum Sommer 1931 gute Fortschritte. Eichmans erwies sich als guter Organisator. Innerhalb des Stützpunktes Warnek wurde de facto kein Unterschied zwischen GULag-Häftlingen und dem freien Personal gemacht. Alle Personen konnten sich frei bewegen. Die Verpflegung der Arbeiter war gut.

## Ausbau der Förderung

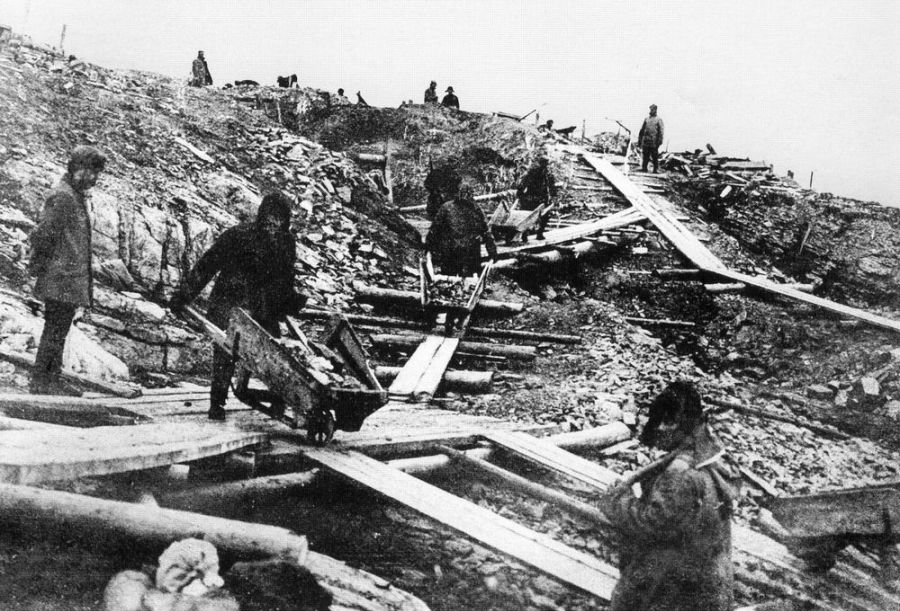
Abtransport von Erz aus den Blei- und Zink-Minen am Kap Rasdelny (1931 oder 1932)

Am 10. August 1931 gelangte der Geologe Pawel Wittenburg nach Waigatsch. Er wurde zum Leiter der geologischen Abteilung der Expedition ernannt und war für die weitere Erkundung der Insel verantwortlich. Im September 1931 transportierte der Dampfer Gleb Boki weitere Gefangene auf die Insel. Die Expedition bestand nun aus 334 Personen.
Mit Hilfe der zusätzlichen Arbeitskräfte konnten weitere Zink-Minen am Paigoto-See eröffnet werden. Die Ausbeutung dieser Lagerstätten erwies sich aber als schwierig, da das Erz nicht so leicht wie am Kap Rasdelny abtransportiert werden konnte.
Zu Beginn des Jahres 1932 zeigte die Analyse von Proben aus den Minen am Kap Rasdelny sowie vom Paigoto-See und vom Ufer der Dyrowataja-Bucht, dass auf der Insel keine Edelmetalle zu finden waren. Die Notwendigkeit für die Präsenz eines hochrangigen OGPU-Mitglieds wie Eichmans war damit nicht mehr gegeben. Eichmans verließ die Insel am 8. Mai 1932.
Im Jahr 1932 wurden 2745 Tonnen Erz mit einem Gehalt von 29,1 % Blei und Zink gefördert. Davon wurden 2420 Tonnen per Schiff abtransportiert. Im selben Jahr gelang dem Geologen Wittenburg die Entdeckung einer Flussspat-Lagerstätte bei dem Flüsschen Amderma. Dies führte 1933 zur Entstehung eines Bergwerkes, das der Sowjetunion die Unabhängigkeit von Importen dieses Rohstoffes bis zum Ende des Zweiten Weltkrieges sicherte, und zur Gründung des Ortes Amderma, der bis heute existiert.
Am 30. Oktober 1933 gelangte ein weiterer Gefangenentransport nach Waigatsch. Die Bevölkerung von Warnek wuchs auf 1100 Personen an. Mit der Ankunft der zusätzlichen Arbeiter verschlechterten sich die Lebensbedingungen für die Bergleute. Bis zum Ende des Jahres 1933 waren die Vorbereitungsarbeiten für den industriellen Bergbau abgeschlossen.

## Einzellager Waigatschlag und Ende der Bergbauaktivitäten
Am 31. Juli 1934 begann die Erkundung von Kupferminen in der Bucht Dyrowataja.
Am 20. August 1934 wurde die Waigatsch-Expedition in Waigatsch-Einzellagerpunkt (abgekürzt Waigatschlag) umbenannt. Ende 1934 arbeiteten 1209 Häftlinge in den Bergwerken.
Bis 1936 wuchs die Siedlung Warnek weiter. Verdiente Häftlinge wie Pawel Wittenburg erhielten das Recht, ihre Familien nach Waigatsch zu holen. So entstanden weitere Wohngebäude und eine Schule.
Dann brach Meerwasser in die rentablen Minen am Kap Rasdelny ein. Da das Wasser nicht abgepumpt werden konnte, wurden die Schächte unbrauchbar. Das Lager wurde daraufhin aufgelöst. Das Personal und wichtiges Material wurden nach Amderma und in das Uchta-Petschora-Lager überführt.

## Zweite Waigatsch-Expedition
Eine zweite Waigatsch-Expedition wurde 1940 gestartet. Nach einer Überwinterung wurde die Expedition 1941 im Zuge des beginnenden Deutsch-Sowjetischen Krieges abgebrochen.